# 若澤·豐特
若泽·米格尔·达罗沙·丰特（葡萄牙語：José Miguel da Rocha Fonte；1983年12月22日—）是一位葡萄牙足球運動員。在場上的位置是中後衛。現效力於卡萨皮亚。他也代表葡萄牙國家足球隊參賽。

## 生平
豐特在2007年從水晶宮轉會南安普敦。2014年首次入选葡萄牙国家队，2016年随队获得欧洲杯冠军。2017年，丰特转会至英超球会西汉姆联。2018年转会中超大连一方俱乐部，僅在聯賽上陣7場便遭到解約。同年參加俄羅斯世界杯。2018年7月20日，豐特與法甲俱乐部里尔签订了一份为期两年的合同。
2020年10月6日，丰特感染COVID-19。

## 生涯數據

### 國家隊進球
最後更新：2021年10月9日
| No. | 日期       | 比賽場地                           | 對手 | 比分 | 賽果 | 賽事   |
| --- | ---------- | ---------------------------------- | ---- | ---- | ---- | ------ |
| 1.  | 2021.10.09 | 葡萄牙, 阿爾加維大區, 阿爾加夫球場 |      | 2-0  | 3-0  | 友誼賽 |

## 荣誉

### 球會
里爾
- 法国足球甲级联赛冠軍：2020–21[5]
- 法國超級盃冠軍：2021[6]

### 國家隊
葡萄牙
- 歐洲國家盃冠軍：2016年
- 歐洲足協國家聯賽冠軍：2018-19賽季

### 勳章
- 功績勳章指揮官級：2016年[7]

## 外部連結
- Southampton official profile
- 若澤·豐特於ForaDeJogo的個人資料
- 若澤·豐特在 National-Football-Teams.com 上的出场纪录
- Soccerway資料庫：若澤·豐特